# Evezés a 2016. évi nyári olimpiai játékokon
A 2016. évi nyári olimpiai játékokon a evezésben tizennégy versenyszámot rendeztek. A versenyszámokat augusztus 6. és 13. között rendezték.

## Összesített éremtáblázat
| A 2016. évi nyári olimpiai játékok éremtáblázata evezésben | A 2016. évi nyári olimpiai játékok éremtáblázata evezésben | A 2016. évi nyári olimpiai játékok éremtáblázata evezésben | A 2016. évi nyári olimpiai játékok éremtáblázata evezésben | A 2016. évi nyári olimpiai játékok éremtáblázata evezésben | Olimpia  |
| ---------------------------------------------------------- | ---------------------------------------------------------- | ---------------------------------------------------------- | ---------------------------------------------------------- | ---------------------------------------------------------- | -------- |
|                                                            | Ország                                                     | Arany                                                      | Ezüst                                                      | Bronz                                                      | Összesen |
| 1.                                                         | Nagy-Britannia (GBR)                                       | 3                                                          | 2                                                          | 0                                                          | 5        |
| 2.                                                         | Új-Zéland (NZL)                                            | 2                                                          | 1                                                          | 0                                                          | 3        |
| 2.                                                         | Németország (GER)                                          | 2                                                          | 1                                                          | 0                                                          | 3        |
| 4.                                                         | Ausztrália (AUS)                                           | 1                                                          | 2                                                          | 0                                                          | 3        |
| 5.                                                         | Hollandia (NED)                                            | 1                                                          | 1                                                          | 1                                                          | 3        |
| 6.                                                         | Egyesült Államok (USA)                                     | 1                                                          | 1                                                          | 0                                                          | 2        |
| 6.                                                         | Horvátország (CRO)                                         | 1                                                          | 1                                                          | 0                                                          | 2        |
| 8.                                                         | Franciaország (FRA)                                        | 1                                                          | 0                                                          | 1                                                          | 2        |
| 8.                                                         | Lengyelország (POL)                                        | 1                                                          | 0                                                          | 1                                                          | 2        |
| 10.                                                        | Svájc (SUI)                                                | 1                                                          | 0                                                          | 0                                                          | 1        |
|                                                            |                                                            |                                                            |                                                            |                                                            |          |
| 11.                                                        | Litvánia (LTU)                                             | 0                                                          | 1                                                          | 1                                                          | 2        |
| 11.                                                        | Dánia (DEN)                                                | 0                                                          | 1                                                          | 1                                                          | 2        |
| 13.                                                        | Dél-afrikai Köztársaság (RSA)                              | 0                                                          | 1                                                          | 0                                                          | 1        |
| 13.                                                        | Írország (IRL)                                             | 0                                                          | 1                                                          | 0                                                          | 1        |
| 13.                                                        | Kanada (CAN)                                               | 0                                                          | 1                                                          | 0                                                          | 1        |
|                                                            |                                                            |                                                            |                                                            |                                                            |          |
| 16.                                                        | Kína (CHN)                                                 | 0                                                          | 0                                                          | 2                                                          | 2        |
| 16.                                                        | Norvégia (NOR)                                             | 0                                                          | 0                                                          | 2                                                          | 2        |
| 16.                                                        | Olaszország (ITA)                                          | 0                                                          | 0                                                          | 2                                                          | 2        |
| 19.                                                        | Csehország (CZE)                                           | 0                                                          | 0                                                          | 1                                                          | 1        |
| 19.                                                        | Észtország (EST)                                           | 0                                                          | 0                                                          | 1                                                          | 1        |
| 19.                                                        | Románia (ROU)                                              | 0                                                          | 0                                                          | 1                                                          | 1        |
|                                                            |                                                            |                                                            |                                                            |                                                            |          |
| Összesen                                                   | Összesen                                                   | 14                                                         | 14                                                         | 14                                                         | 42       |

## Férfi

### Éremtáblázat
| A 2016. évi nyári olimpiai játékok éremtáblázata férfi evezésben | A 2016. évi nyári olimpiai játékok éremtáblázata férfi evezésben | A 2016. évi nyári olimpiai játékok éremtáblázata férfi evezésben | A 2016. évi nyári olimpiai játékok éremtáblázata férfi evezésben | A 2016. évi nyári olimpiai játékok éremtáblázata férfi evezésben | Olimpia  |
| ---------------------------------------------------------------- | ---------------------------------------------------------------- | ---------------------------------------------------------------- | ---------------------------------------------------------------- | ---------------------------------------------------------------- | -------- |
|                                                                  | Ország                                                           | Arany                                                            | Ezüst                                                            | Bronz                                                            | Összesen |
| 1.                                                               | Nagy-Britannia (GBR)                                             | 2                                                                | 0                                                                | 0                                                                | 2        |
| 1.                                                               | Új-Zéland (NZL)                                                  | 2                                                                | 0                                                                | 0                                                                | 2        |
| 3.                                                               | Horvátország (CRO)                                               | 1                                                                | 1                                                                | 0                                                                | 2        |
| 3.                                                               | Németország (GER)                                                | 1                                                                | 1                                                                | 0                                                                | 2        |
| 5.                                                               | Franciaország (FRA)                                              | 1                                                                | 0                                                                | 1                                                                | 2        |
| 6.                                                               | Svájc (SUI)                                                      | 1                                                                | 0                                                                | 0                                                                | 1        |
|                                                                  |                                                                  |                                                                  |                                                                  |                                                                  |          |
| 7.                                                               | Ausztrália (AUS)                                                 | 0                                                                | 2                                                                | 0                                                                | 2        |
| 8.                                                               | Dánia (DEN)                                                      | 0                                                                | 1                                                                | 0                                                                | 1        |
| 8.                                                               | Dél-afrikai Köztársaság (RSA)                                    | 0                                                                | 1                                                                | 0                                                                | 1        |
| 8.                                                               | Írország (IRL)                                                   | 0                                                                | 1                                                                | 0                                                                | 1        |
| 8.                                                               | Litvánia (LTU)                                                   | 0                                                                | 1                                                                | 0                                                                | 1        |
|                                                                  |                                                                  |                                                                  |                                                                  |                                                                  |          |
| 12.                                                              | Norvégia (NOR)                                                   | 0                                                                | 0                                                                | 2                                                                | 2        |
| 12.                                                              | Olaszország (ITA)                                                | 0                                                                | 0                                                                | 2                                                                | 2        |
| 14.                                                              | Csehország (CZE)                                                 | 0                                                                | 0                                                                | 1                                                                | 1        |
| 14.                                                              | Észtország (EST)                                                 | 0                                                                | 0                                                                | 1                                                                | 1        |
| 14.                                                              | Hollandia (NED)                                                  | 0                                                                | 0                                                                | 1                                                                | 1        |
|                                                                  |                                                                  |                                                                  |                                                                  |                                                                  |          |
| Összesen                                                         | Összesen                                                         | 8                                                                | 8                                                                | 8                                                                | 24       |

### Érmesek
| A 2016. évi nyári olimpiai játékok érmesei férfi evezésben | |         | |         | |         |
| Versenyszám                                                | Arany | Arany   | Ezüst | Ezüst   | Bronz | Bronz   |
| Egypárevezős                                               | Mahé Drysdale · Új-Zéland (NZL) | 6:41,34 | Damir Martin · Horvátország (CRO) | 6:41,34 | Ondřej Synek · Csehország (CZE) | 6:44,10 |
| Kétpárevezős                                               | Horvátország (CRO) · Martin Sinković · Valent Sinković | 6:50,28 | Litvánia (LTU) · Mindaugas Griškonis · Saulius Ritter | 6:51,39 | Norvégia (NOR) · Kjetil Borch · Olaf Tufte | 6:53,25 |
| Könnyűsúlyú kétpárevezős                                   | Franciaország (FRA) · Pierre Houin · Jérémie Azou | 6:30,70 | Írország (IRL) · Gary O'Donovan · Paul O'Donovan | 6:31,23 | Norvégia (NOR) · Kristoffer Brun · Are Strandli | 6:31,39 |
| Kormányos nélküli kettes                                   | Új-Zéland (NZL) · Eric Murray · Hamish Bond | 6:59,71 | Dél-afrikai Köztársaság (RSA) · Lawrence Brittain · Shaun Keeling | 7:02,51 | Olaszország (ITA) · Giovanni Abagnale · Marco Di Costanzo | 7:04,52 |
| Négypárevezős                                              | Németország (GER) · Philipp Wende · Lauritz Schoof · Karl Schulze · Hans Gruhne                                                                                    | 6:06,81 | Ausztrália (AUS) · Karsten Forsterling · Alexander Belonogoff · Cameron Girdlestone · James McRae                                                                               | 6:07,96 | Észtország (EST) · Andrei Jämsä · Allar Raja · Tõnu Endrekson · Kaspar Taimsoo                                                                                             | 6:10,65 |
| Kormányos nélküli négyes                                   | Nagy-Britannia (GBR) · Alex Gregory · Mohamed Sbihi · George Nash · Constantine Louloudis                                                                          | 5:58,61 | Ausztrália (AUS) · William Lockwood · Josh Dunkley-Smith · Joshua Booth · Alexander Hill                                                                                        | 6:00,44 | Olaszország (ITA) · Domenico Montrone · Matteo Castaldo · Matteo Lodo · Giuseppe Vicino                                                                                    | 6:03,85 |
| Könnyűsúlyú kormányos nélküli négyes                       | Svájc (SUI) · Lucas Tramèr · Simon Schürch · Simon Niepmann · Mario Gyr                                                                                            | 6:20,51 | Dánia (DEN) · Jacob Barsøe · Jacob Larsen · Kasper Winther Jørgensen · Morten Jørgensen                                                                                         | 6:21,97 | Franciaország (FRA) · Franck Solforosi · Thomas Baroukh · Guillaume Raineau · Thibault Colard                                                                              | 6:22,85 |
| Nyolcas                                                    | Nagy-Britannia (GBR) · Scott Durant · Tom Ransley · Andrew Triggs-Hodge · Matt Gotrel · Pete Reed · Paul Bennett · Matthew Langridge · William Satch · Phelan Hill | 5:29,63 | Németország (GER) · Maximilian Munski · Malte Jakschik · Andreas Kuffner · Eric Johannesen · Maximilian Reinelt · Felix Drahotta · Richard Schmidt · Hannes Ocik · Martin Sauer | 5:30,96 | Hollandia (NED) · Dirk Uittenboogaard · Boaz Meylink · Kaj Hendriks · Boudewijn Röell · Olivier Siegelaar · Tone Wieten · Mechiel Versluis · Robert Lücken · Peter Wiersum | 5:31,59 |

## Női

### Éremtáblázat
| A 2016. évi nyári olimpiai játékok éremtáblázata női evezésben | A 2016. évi nyári olimpiai játékok éremtáblázata női evezésben | A 2016. évi nyári olimpiai játékok éremtáblázata női evezésben | A 2016. évi nyári olimpiai játékok éremtáblázata női evezésben | A 2016. évi nyári olimpiai játékok éremtáblázata női evezésben | Olimpia  |
| -------------------------------------------------------------- | -------------------------------------------------------------- | -------------------------------------------------------------- | -------------------------------------------------------------- | -------------------------------------------------------------- | -------- |
|                                                                | Ország                                                         | Arany                                                          | Ezüst                                                          | Bronz                                                          | Összesen |
| 1.                                                             | Nagy-Britannia (GBR)                                           | 1                                                              | 2                                                              | 0                                                              | 3        |
| 2.                                                             | Egyesült Államok (USA)                                         | 1                                                              | 1                                                              | 0                                                              | 2        |
| 2.                                                             | Hollandia (NED)                                                | 1                                                              | 1                                                              | 0                                                              | 2        |
| 4.                                                             | Lengyelország (POL)                                            | 1                                                              | 0                                                              | 1                                                              | 2        |
| 5.                                                             | Ausztrália (AUS)                                               | 1                                                              | 0                                                              | 0                                                              | 1        |
| 5.                                                             | Németország (GER)                                              | 1                                                              | 0                                                              | 0                                                              | 1        |
|                                                                |                                                                |                                                                |                                                                |                                                                |          |
| 7.                                                             | Kanada (CAN)                                                   | 0                                                              | 1                                                              | 0                                                              | 1        |
| 7.                                                             | Új-Zéland (NZL)                                                | 0                                                              | 1                                                              | 0                                                              | 1        |
|                                                                |                                                                |                                                                |                                                                |                                                                |          |
| 9.                                                             | Kína (CHN)                                                     | 0                                                              | 0                                                              | 2                                                              | 2        |
| 10.                                                            | Dánia (DEN)                                                    | 0                                                              | 0                                                              | 1                                                              | 1        |
| 10.                                                            | Litvánia (LTU)                                                 | 0                                                              | 0                                                              | 1                                                              | 1        |
| 10.                                                            | Románia (ROU)                                                  | 0                                                              | 0                                                              | 1                                                              | 1        |
|                                                                |                                                                |                                                                |                                                                |                                                                |          |
| Összesen                                                       | Összesen                                                       | 6                                                              | 6                                                              | 6                                                              | 18       |

### Érmesek
| A 2016. évi nyári olimpiai játékok érmesei női evezésben | |         | |         | |         |
| Versenyszám                                              | Arany | Arany   | Ezüst | Ezüst   | Bronz | Bronz   |
| Egypárevezős                                             | Kim Brennan · Ausztrália (AUS) | 7:21,54 | Gevvie Stone · Egyesült Államok (USA) | 7:22,92 | Tuan Csing-li (Duan Jingli) · Kína (CHN) | 7:24,13 |
| Kétpárevezős                                             | Lengyelország (POL) · Magdalena Fularczyk · Natalia Madaj | 7:40,10 | Nagy-Britannia (GBR) · Victoria Thornley · Katherine Grainger | 7:41,05 | Litvánia (LTU) · Donata Vištartaitė · Milda Valčiukaitė | 7:43,76 |
| Könnyűsúlyú kétpárevezős                                 | Hollandia (NED) · Ilse Paulis · Maaike Head | 7:04,73 | Kanada (CAN) · Lindsay Jennerich · Patricia Obee | 7:05,88 | Kína (CHN) · Huang Ven-ji (Huang Wenyi) · Pan Fej-hung (Pan Feihong)                                                                                                  | 7:06,49 |
| Kormányos nélküli kettes                                 | Nagy-Britannia (GBR) · Helen Glover · Heather Stanning | 7:18,29 | Új-Zéland (NZL) · Genevieve Behrent · Rebecca Scown | 7:19,53 | Dánia (DEN) · Hedvig Rasmussen · Anne Andersen | 7:20,71 |
| Négypárevezős                                            | Németország (GER) · Annekatrin Thiele · Carina Bär · Julia Lier · Lisa Schmidla                                                                                             | 6:49,39 | Hollandia (NED) · Chantal Achterberg · Nicole Beukers · Inge Janssen · Carline Bouw                                                                                     | 6:50,33 | Lengyelország (POL) · Maria Springwald · Joanna Leszczyńska · Agnieszka Kobus · Monika Ciaciuch                                                                       | 6:50,86 |
| Nyolcas                                                  | Egyesült Államok (USA) · Emily Regan · Kerry Simmonds · Amanda Polk · Lauren Schmetterling · Tessa Gobbo · Meghan Musnicki · Eleanor Logan · Amanda Elmore · Katelin Snyder | 6:01,49 | Nagy-Britannia (GBR) · Katie Greves · Melanie Wilson · Frances Houghton · Polly Swann · Jessica Eddie · Olivia Carnegie-Brown · Karen Bennett · Zoe Lee · Zoe De Toledo | 6:03,98 | Románia (ROU) · Roxana Cogianu · Ioana Strungaru · Milhaela Petrilă · Iuliana Popa · Mădălina Bereș · Laura Oprea · Adelina Boguș · Andreea Boghian · Daniela Druncea | 6:04,10 |